# Sweet Lou
Sweet Lou es un álbum de estudio del saxofonista estadounidense Lou Donaldson. Fue publicado en julio de 1974 a través del sello Blue Note Records.

## Grabación y contenido
Las sesiones de grabación del álbum tuvieron lugar los días 14, 19 y 22 de marzo de 1974 en Generation Sound, un estudio ubicado en Nueva York. Horace Ott produjo Sweet Lou mientras que Tony May y Gretchen Zoeckler se desempeñaron como ingenieros de audio. Sweet Lou contenía siete canciones. Además de producir el álbum, Ott compuso tres pistas. «Lost Love» es la única canción compuesta por Lou Donaldson.

## Recepción de la crítica
Un escritor no especificado de Record World describió el álbum como “dulce, maduro y jugoso”.

## Lista de canciones
| Lado uno |                              |                            |                     |          |  |
| N.º      | Título                       | Escritor(es)               | Fecha de grabación  | Duración |  |
| 1.       | «You're Welcome, Stop on By» | Bobby Womack Truman Thomas | 22 de marzo de 1974 | 3:55     |  |
| 2.       | «Lost Love»                  | Lou Donaldson              | 19 de marzo de 1974 | 5:49     |  |
| 3.       | «Hip Trip»                   | Horace Ott                 | 14 de marzo de 1974 | 6:28     |  |

| Lado dos |                                         |               |                     |          |  |
| N.º      | Título                                  | Escritor(es)  | Fecha de grabación  | Duración |  |
| 1.       | «If You Can't Handle It, Give It to Me» | Ott           | 14 de marzo de 1974 | 3:53     |  |
| 2.       | «Love Eyes»                             | Ott           | 14 de marzo de 1974 | 3:55     |  |
| 3.       | «Peepin'»                               | Lonnie Smith  | 19 de marzo de 1974 | 6:14     |  |
| 4.       | «Herman's Mambo»                        | Herman Foster | 19 de marzo de 1974 | 4:36     |  |

## Créditos y personal
Créditos adaptados desde las notas de álbum de Sweet Lou.
Músicos
- Lou Donaldson – saxofón alto
- Horace Ott – teclados, sintetizador
- Paul Griffin – clavinet
- Cornell Dupree – guitarra
- David Spinozza – guitarra
- Hugh McCracken – guitarra
- Wilbur Bascomb – bajo eléctrico
- Bernard Purdie – batería
- Jimmie Young – batería
- Ernie Royal – trompeta
- Joe Shepley – trompeta
- Danny Moore – trompeta
- Garnett Brown – trombón
- Seldon Powell – saxofón tenor, flauta
- Arthur Clarke – saxofón tenor, flauta
- Buddy Lucas – armónica
- Barbara Massey, Hilda Harris, Eileen Gilbert, Carl Williams Jr., William Sample, Bill Davis, Eric Figueroa – voces

Personal técnico
- Horace Ott – productor, arreglos, conductor
- George Butler – productor ejecutivo
- Tony May – ingeniero de audio, mezclas
- Gretchen Zoeckler – ingeniero de audio
- Ben Aronov – programación
- John Kehe – ilustración, diseño

## Posicionamiento
| Gráfica (1974)                            | Pico de posición |
| ----------------------------------------- | ---------------- |
| Estados Unidos (Billboard Top LPs & Tape) | 185              |